# Локпорт (Нью-Йорк)
Локпорт (англ.  Lockport ) — город и прилегающий к нему населённый пункт в округе Ниагара, штат Нью-Йорк, США. Город является административным центром округа Ниагара, его население составляет 21 165 человек по данным переписи 2010 года, а предполагаемая численность населения по состоянию на 2019 год составляет 20 305 человек.
Его название происходит от ряда шлюзов канала Эри в пределах города, которые были построены для того, чтобы баржи могли преодолевать 18 метров Ниагарского уступа. Он является частью агломерации Буффало — Ниагарский водопад.

## История

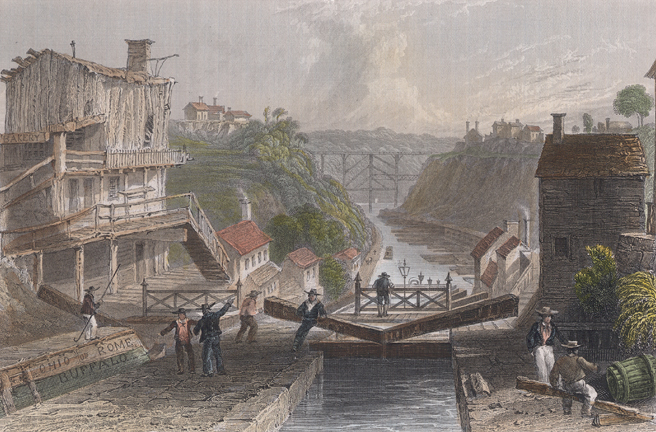
Локпорт 1839 Уильям Генри Бартлетт

Легислатура штата Нью-Йорк санкционировала строительство канала Эри в апреле 1816 года. Маршрут, предложенный геодезистами, должен был пройти по территории в центральной части округа Ниагара, которая в то время была «нецивилизованной» и свободной от белых поселенцев. В то время ближайшие поселенцы находились в соседнем Колд-Спрингсе . После этого заявления спекулянты землей начали скупать большие участки вдоль и вблизи предполагаемого маршрута канала. К декабрю 1820 года, когда было определено точное местоположение шлюзов, территория, которая впоследствии стала Локпортом, принадлежала всего пятнадцати мужчинам, многие из которых были квакерами .
Канал достиг Локпорта в 1824 году, но строительство «Пролёта пяти шлюзов» было завершено только в 1825 году. К 1829 году Локпорт стал устоявшимся поселением. Сообщество было сосредоточено вокруг шлюзов и состояло в основном из иммигрантов из Шотландии и Ирландии, привезенных в качестве рабочей силы для строительства каналов. После завершения строительства шлюзов рабочие остались в Локпорте, что придало городу сильное кельтское влияние, которое заметно и сегодня, особенно в центральных и северных районах.
Город Локпорт был инкорпорирован в 1865 году. В 1918 году канал Эри был вытеснен более крупным каналом для барж штата Нью-Йорк, а знаменитые южные шлюзы «Пролёта Пяти» были заменены двумя гораздо более крупными шлюзами E34 и E35. Северные шлюзовые камеры «Пролёта Пяти» по-прежнему выполняют функцию водосброса.
В городе имеется ряд объектов, включенных в Национальный реестр исторических мест .

## Население
| 2010   | 2020    |
| ------ | ------- |
| 21 165 | ↘20 876 |